# Tetraulaxini
Tetraulaxini – plemię chrząszczy z rodziny kózkowatych i z podrodziny zgrzypikowych.

## Zasięg występowania
Przedstawiciele tego plemienia występują w Afryce Subsaharyjskiej od Sierra Leone i Somalii na północy po RPA na południu.

## Systematyka
Do Tetropini należy 25 gatunków i 2 rodzaje:
- Brachyolene
- Tetraulax